# 田中瑩一
田中瑩一（たなか えいいち、1934年1月30日 - ）は、日本の国文学・国語教育学者、島根大学名誉教授。
島根県松江市生まれ。島根大学教育学部中学校教員養成国語科卒。島根大学教育学部助教授、教授、89-93年島根大学教育学部附属中学校校長、98年定年退官、名誉教授、広島文教女子大学文学部教授、2005年退職。

## 著書
- 『ふるさとの田植歌-文学的エネルギーの発掘』山陰文化シリーズ 今井書店 1970
- 『表現開発の国語科授業』明治図書出版 1994
- 『表現研究と国語教育』溪水社 1997
- 『口承文芸の表現研究 昔話と田植歌』和泉書院 2005
- 『伝承怪異譚 語りのなかの妖怪たち』三弥井書店 2010

### 共編著
- 『鼻きき甚兵衛 出雲の昔話』酒井董美共編 桜楓社 1974
- 『全国昔話資料集成 33 奥出雲昔話集 島根』編 岩崎美術社 1980
- 『表現学大系 各論篇 第23巻 民話の表現』編 教育出版センター 1988
- 『中学校国語聞く力が育つ学習指導』編著 東京書籍 東書TMシリーズ 新指導要領準拠 1994
- 『言葉をみがく国語科の授業を創る』藤井圀彦共編著 明治図書出版 授業への挑戦　1996
- 『湖陵の民話』編 湖陵町教育委員会 1996

## 論文
- Cinii